# Atlanterhavstunnelen
63°07′21″N 007°40′02″Ø / 63.12250°N 7.66722°Ø
Atlanterhavstunnelen er en undersøisk vejtunnel på Nordmøre, som blev åbnet 19. december 2009. Den forbinder Kristiansund og Averøy, langs fylkesvej 64.
Tunnelen er 5.779 meter lang  og er på det dybeste sted cirka 250 meter under havoverfladen. Største stigning er 10 %.
Projektet havde byggestart i 2006 , første sprængning i tunnelen var i uge 17 i 2007 . Den var  planlagt færdig 2008, men blev omtrent et år forsinket på grund af uforudset dårlig kvalitet af klippegrunden. Blandt andet var der et skred den 29. februar 2008, næsten på det dybeste punkt i tunnelen, med den følge, at enden af tunnelen midlertidigt blev støbt igen for at få kontrol på situationen, før det videre arbejde med tunnelbyggeriet kunne fortsætte . Tunnelgennembruddet kom først den 19. marts 2009 .
Atlanterhavstunnelen er Kristiansunds anden fastlandsforbindelse, den første forbindelse til fastlandet går over øen  Frei, videre i undersøisk tunnel og broer i KRIFAST-forbindelsen. Averøy er knyttet til fastlandet ved Atlanterhavsvejen. 